# ATP de Bogotá de 2013

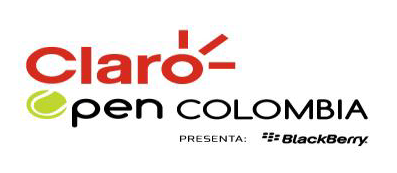
Logo do Claro Open Colombia

O ATP de Bogotá de 2013 foi um torneio de tênis masculino disputado em quadras duras na cidade de Bogotá, na Colômbia. Esta foi a 1ª edição do evento. 

## Distribuição de pontos
| Evento  | V   | F   | SF | QF | Segunda rodada | Primeira rodada | Q  | Q3 | Q2 | Q1 |
| Simples | 250 | 150 | 90 | 45 | 20             | 0               | 12 | 6  | 0  | 0  |
| Duplas  | 250 | 150 | 90 | 45 | 0              | —               | —  | —  | —  | —  |

## Chave de simples

### Cabeças de chave
| País | Jogador                | Rank1 | Cabeça |
| ---- | ---------------------- | ----- | ------ |
| SRB  | Janko Tipsarević       | 14    | 1      |
| RSA  | Kevin Anderson         | 22    | 2      |
| NED  | Igor Sijsling          | 55    | 3      |
| FRA  | Édouard Roger-Vasselin | 71    | 4      |
| FRA  | Adrian Mannarino       | 76    | 5      |
| COL  | Santiago Giraldo       | 82    | 6      |
| SLO  | Aljaž Bedene           | 87    | 7      |
| BEL  | Xavier Malisse         | 88    | 8      |

- 1 Rankings como em 8 de julho de 2013

### Outros participantes
Os seguintes jogadores receberam convites para a chave de simples:
- Nicolás Barrientos
- Carlos Salamanca
- Eduardo Struvay

Os seguintes jogadores entraram na chave de simples através do qualificatório:
- Víctor Estrella
- Emilio Gómez
- Chris Guccione
- Juan Ignacio Londero

### Desistências
Antes do torneio
- Igor Andreev
- Denis Kudla
- Gilles Müller
- Rajeev Ram
- Michael Russell
- Jack Sock

Durante o torneio
- Evgeny Korolev (doença)

## Chave de duplas

### Cabeças de chave
| País | Jogador                | País | Jogador       | Rank1 | Cabeça |
| ---- | ---------------------- | ---- | ------------- | ----- | ------ |
| COL  | Juan Sebastián Cabal   | COL  | Robert Farah  | 87    | 1      |
| FRA  | Édouard Roger-Vasselin | NED  | Igor Sijsling | 93    | 2      |
| BRA  | Marcelo Demoliner      | BRA  | André Sá      | 144   | 3      |
| IND  | Purav Raja             | IND  | Divij Sharan  | 204   | 4      |

- 1 Rankings como em 8 de julho de 2013

### Outros participantes
As seguintes parcerias receberam convites para a chave de duplas:
- Emilio Gómez /  Michael Quintero
- Alejandro González /  Carlos Salamanca

A seguinte parceria entrou na chave de duplas como alternates:
- Marcelo Arévalo /  Víctor Estrella

### Desistências
Durante o torneio
- Xavier Malisse (doença)

## Campeões

### Simples
- Ivo Karlović venceu  Alejandro Falla, 6-3, 7-6(7–4)

### Duplas
- Purav Raja /  Divij Sharan venceram  Édouard Roger-Vasselin /  Igor Sijsling, 7–6(7–4), 7–6(7–3)